# Madrone (Nuevo México)
Madrone es un lugar designado por el censo ubicado en el condado de Valencia en el estado estadounidense de Nuevo México. En el Censo de 2010 tenía una población de 707 habitantes y una densidad poblacional de 88,63 personas por km².

## Geografía
Madrone se encuentra ubicado en las coordenadas 34°34′45″N 106°43′43″O / 34.57917, -106.72861. Según la Oficina del Censo de los Estados Unidos, Madrone tiene una superficie total de 7.98 km², de la cual 7.98 km² corresponden a tierra firme y (0%) 0 km² es agua.

## Demografía
Según el censo de 2010, había 707 personas residiendo en Madrone. La densidad de población era de 88,63 hab./km². De los 707 habitantes, Madrone estaba compuesto por el 79.77% blancos, el 1.27% eran afroamericanos, el 1.98% eran amerindios, el 0.57% eran asiáticos, el 0.14% eran isleños del Pacífico, el 14% eran de otras razas y el 2.26% pertenecían a dos o más razas. Del total de la población el 66.9% eran hispanos o latinos de cualquier raza.